# Брахманда-пурана
«Брахма́нда-пура́на» — священный текст индуизма на санскрите, одна из восемнадцати основных Пуран (называемых «махапуранами»), практически во всех списках Пуран числится на восемнадцатом месте. Название этой Пураны происходит от содержащегося в ней описания брахманды, «космического яйца» Брахмы из которого сформировалась Вселенная. Брахма также описывает будущие космические эпохи. В «Брахманда-пуране» упоминаются Радха и Кришна, Рама, аватара Вишну Парашурама. Её текст состоит из 12 000 шлок. Говорится, что эта Пурана является самым лучшим подарком, который можно подарить брахману.
«Брахманда-пурана» известна тем, что в ней прославляется богиня Лалита — в ней есть три очень важных для большинства шактистов текста:
- «Лалита-пакхьяна» — описание богини Лалиты. Он находится в последней части «Брахманда-пураны» и состоит из 45 глав (из них последние 5 глав наиболее известны и популярны). В нём восхваляется божественная мать Лалита, объясняется значение молитв к богине, различных мудр, ньяс, дхьян, посвящений; а также мистическое размещение различных божеств в Шри Чакре.
- «Лалита-сахасранама», состоящая из 320 стихов и поделённая на 3 главы.
- «Лалита-тришати» (300 имён Лалиты), на который Шанкара составил комментарий — «Лалита-тришати-бхашья».